# باب عدن

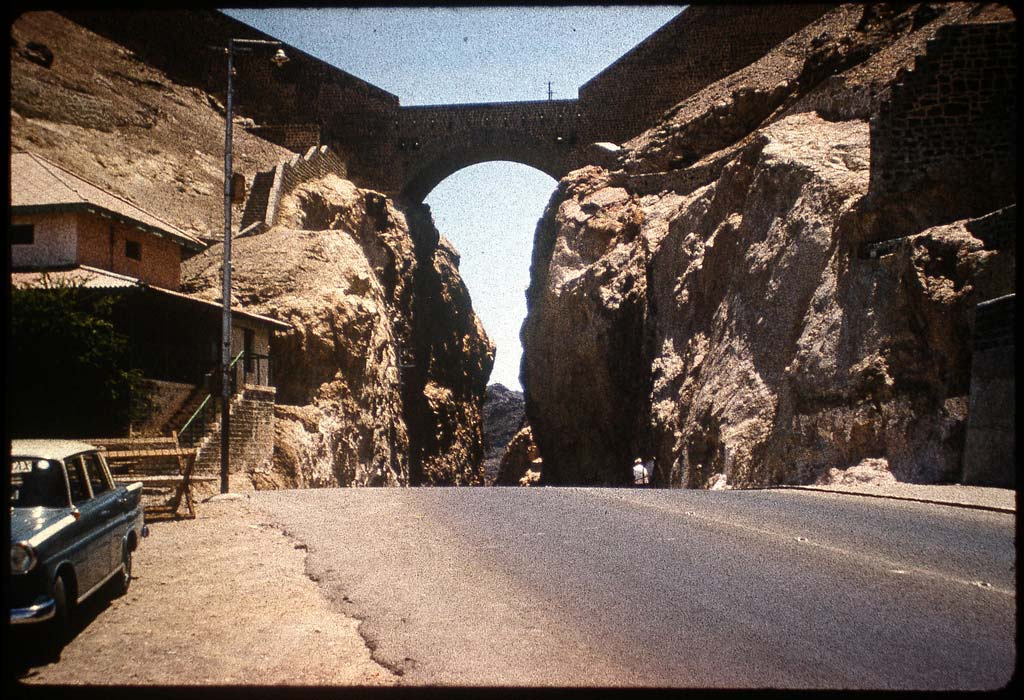
عقبة عدن باب عدن من اتجاه المعلا عام 1962.

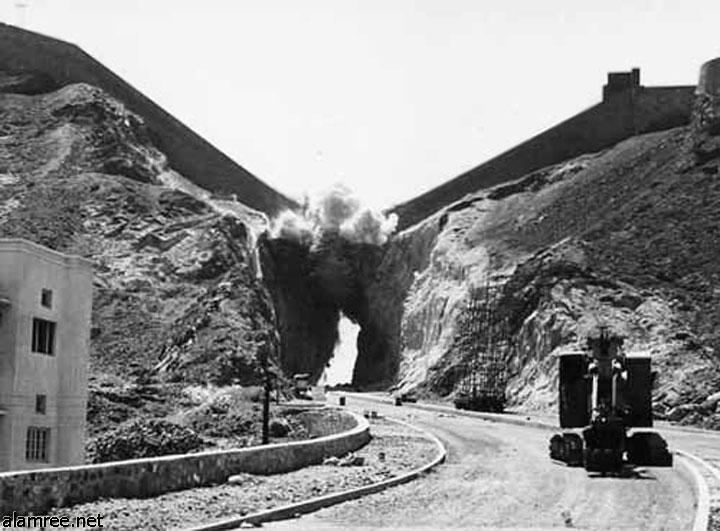
تفجير باب عدن في مارس 1963 بحجة توسعة الطريق.

باب عَدَن  أو عقبة عدن هو أحد المنافذ البرية التي تربط مدينة عدن (كريتر) التاريخية بمدينة المعلا من ناحية الغرب، وتقع العقبة في نهاية النفق الكبير (البغدة الكبيرة). ويقع باب عَدَن أسفل جبل التعكر، ويسمى (باب البر). أطلقت عليه تسميات أخرى أيضًا مثل باب اليمن، وباب السقايين والباب. وتعيد بعض المصادر التاريخية بناء باب عَدَن إلى شداد بن عاد حيث تم نقب باب في الجبل، وجعل عَدَن سجنًا لمن غضب عليه.
وقد وصفه المؤرخ الهمداني بقوله:

## تاريخ باب عدن
تعيد بعض المصادر التاريخية بناء باب عَدَن إلى شداد بن عاد حيث تم نقب باب في الجبل ، وجعل عَدَن سجناً لمن غضب عليه. وقد قام ( الملك الناصر الرسولي ) بتوسعة في باب عَدَن البري كما تفيد رواية كتاب تاريخ الدولة الرسولية ، وذلك ما أطلق عليه اسم باب الزيادة الذي شيد في سنة 809هـ بالقرب من باب عَدَن القديم، ويشير الأستاذ المؤرخ حسن صالح شهاب إلى أن باب الزيادة السالف ذكره هو باب العقبة ، ويحتل باب عَدَن( العقبة ) موقعاً استراتيجياً هاماً ، وقد كانت بوابته في السابق تفتح صباحاً وتغلق مساءاً
وتمت في البوابة خلال عهود الأتراك  الكثير من التوسعات والترميمات، وبعد الاحتلال البريطاني أصبحت بوابة العقبة والجسر أثرا بعد عين على مراحل فقد تم ازالة البوابة بداية القرن العشرين وكان آخر ما  قام به  الاحتلال البريطاني هو هدم جسر العقبة   في عام 1963م وذلك بحجة توسعة الطريق.
| باب عدن | وهو شصر مقطوع في جبل كان محيطاً بموضع عدن من الساحل فلم يكن لها طريق إلى البر إلا للرّجل لمن ركب ظهر الجبل فقطع في الجبل باب مبلغ عرض الجبل حتى سلكه الدواب والجمال والمحامل والمحفات. | باب عدن |

وقد قام الملك الناصر الرسولي بإجراء توسعة في باب عَدَن البري كما تفيد رواية كتاب تاريخ الدولة الرسولية، وذلك ما أطلق عليه اسم باب الزيادة الذي شيد في سنة 809 هـ بالقرب من باب عَدَن القديم. ويشير الأستاذ المؤرخ حسن صالح شهاب إلى أن باب الزيادة السالف ذكره هو باب العقبة.

يحتل باب عَدَن (العقبة) موقعًا استراتيجيًا هامًا، وقد كانت بوابته في السابق تفتح صباحًا وتغلق مساءً، وقد بنى عليه الإنجليز جسرًا في يناير 1867 م، وهُدم ذلك الجسر عام 1963 م بهدف توسعة الطريق. وأجريت على البوابة خلال عهود الأتراك والإنجليز العديد من التوسعات والترميم وتعبيد أرضيتها.
ارتبط المكان بوجود جنية العقبة هي إحدى الخرافات والأساطير القديمة التي ظهرت قبل عام 1850، وسببها أن المنطقة كانت أرض خلاء والطريق التي تربط كريتر بالمعلا طريق ترابية، حيث ذكر البعض ظهور الجنية في هذا المكان، ولكن مع تقدم الزمن أصبحت هذه الخرافة من الماضي بل غابت عن ذاكرة الأجيال في الحاضر.